# Réserve nationale de faune du Lac-Big Glace Bay
La réserve nationale de faune du Lac-Big Glace Bay (en anglais : Big Glace Bay Lake National Wildlife Area) est une réserve nationale de faune située au sud est de la communauté de Glace Bay en Nouvelle-Écosse (Canada). Cette aire protégée protège un habitat pour les oiseaux aquatiques et de rivage, en particulier le Canard noir et le Pluvier siffleur. Elle chevauche le refuge d'oiseaux migrateurs de Big Glace Bay et est administrée par le service canadien de la faune. 

## Géographie
La réserve nationale de faune du Lac-Big Glace Bay a une superficie de 392 ha. La réserve est centrée sur le lac Big Glace Bay, une lagune séparé de l'océan Atlantique par un cordon littoral de 1,5 km composé de sable et de gravier. Les eaux de la lagunes sont saumâtres et le fond est tapissé d'un herbier de zostères marines. Les terres autours du lac Big Glace Bay sont d'anciennes friches industrielles maintenant composé de forêts adapté à leur situation côtière, comme l'épinette rouge, l’érable rouge, le bouleau blanc et le hêtre à grandes feuilles.

## Faune
La réserve nationale de faune du Lac-Big Glace Bay est reconnu pour offrit une halte migratoire automnale sécuritaire pour plusieurs espèces d'oiseaux, en particulier le Canard noir et la Bernache du Canada. De plus durant l'hiver, étant donné qu'une partie de la lagune reste libre de glace, il est possible d'observer une centaine de canards noirs et de bernaches du Canada ainsi que le Garrot à œil d'or et le Petit Garrot.
Plusieurs couples de pluviers siffleurs niches sur le cordon littoral qui sépare la lagune de l'océan. La réserve sert aussi de lieu de nidification à la Sterne pierregarin et au Chevalier semipalmé.